# Quarré
Quarré este o arie protejată (arie specială de conservare — SAC, sit de importanță comunitară — SCI) din Republica Cehă întinsă pe o suprafață de 5,07 ha, integral pe uscat.

## Localizare
Centrul sitului Quarré este situat la coordonatele 50°51′31″N 15°16′58″E / 50.858611°N 15.282778°E.

## Înființare
Situl Quarré a fost declarat sit de importanță comunitară în aprilie 2005 pentru a proteja un număr necunoscut de specii din flora spontană și fauna sălbatică aflate în arealul zonei. Situl a fost protejat și ca arie specială de conservare în iulie 2012.

## Biodiversitate
Situată în ecoregiunea continentală, aria protejată conține 2 habitate naturale: Mlaștini împădurite, Turbării active.
La baza desemnării sitului se află un număr nedeclarat de specii protejate.